# Baba Marta
Baba Marta (bulgarsk: Баба Марта, "Bedstemor Marts") er en mytisk figur, der bringer en ende på den kolde vinter og en begyndelse på forår. På Baba Marta Dag, der i Bulgarien fejres den 1. marts, bytter og bærer man martenitsa.
Baba Marta afbilledes som en gammel dame med humørsvingninger for at afspejle martsmåneds omskriftelige vejr, hvilket især er markant i Bulgarien. Når Baba Marta er glad, skinner solen, og det er varmt, men når hun er sur, vender vinterkulden tilbage. Majoriteten af skikke i forbindelse med Baba Marta skal gøre hende glad og derved hurtigere slutte vinteren. 